# Harleen Deol
Harleen Kaur Deol (Hindi हरलीन कौर देओल; * 21. Juni 1998 in Chandigarh, Indien) ist eine indische Cricketspielerin, die seit 2019 für die indische Nationalmannschaft spielt.

## Kindheit und Ausbildung
Deol begann früh mit dem Cricket und nahm so als Achtjährige an ihrem ersten Spiel im U19-Inter-School-Wettbewerb teil.

## Aktive Karriere
Deol gab ihr Debüt in der Nationalmannschaft im Februar 2019 bei der Tour gegen England, als sie ihr erstes WTwenty20 und WODI bestritt. Daraufhin hatte sie vereinzelte Einsätze im WTwenty20-Team und konnte im März 2021 ein Fifty über 52 Runs gegen Südafrika erzielen. Bei der Tour in England im Sommer 2021 konnte sie im ersten WTwenty20 einen spektakulären Fang machen, der internationale Aufmerksamkeit erregte. Im Sommer 2022 wurde sie für die Commonwealth Games 2022 nominiert und erhielt dort einen Einsatz. Im September gelang ihr in der WODI-Serie in England ein Fifty über 58 Runs.